# بازار زرگری کرمان
بازار زرگری، معروف به قیصریه، یا بازار ابراهیم خان، زیر مجموعه ای از بازار کرمان و در شهر کرمان واقع شده‌است و به صورت یک راستهٔ متقاطع عمود بر بازار کلاه مالی و به موازات بازار کفاش‌ها واقع شده‌است و جزء مجموعهٔ ابراهیم‌خان می‌باشد و ۴۷ باب مغازه را در خود جای داده که بیش از ۹۰ درصد آن‌ها زرگری و طلافروشی است. یکی از ویژگی‌های این بازار تجهیز آن به عناصر حفاظتی نظیر درهای محکم چوبی و … می‌باشد. این بازار شمال- جنوبی است و از گوشه شمال شرقی میدان گنجعلی خان آغاز می‌شود و به کوچه معروف به «پای کتنگ» روبروی مدرسه صالحیه ختم می‌شود. دربِ مسدود شدهٔ مدرسه ابراهیم خان، حمام ابراهیم خان و آب‌انبار ابراهیم خان و نیز یکی از درهای کاروانسرای میرزا حسین در این بازار قرار دارد. این اثر در تاریخ ۱۱ بهمن ۱۳۳۴ با شمارهٔ ثبت ۳۹۷ به‌ همراه حمام ابراهیم خان، به عنوان یکی از آثار ملی ایران به ثبت رسیده است.